# Gripper
 (novembre 2012).
Si vous disposez d'ouvrages ou d'articles de référence ou si vous connaissez des sites web de qualité traitant du thème abordé ici, merci de compléter l'article en donnant les références utiles à sa vérifiabilité et en les liant à la section « Notes et références ».
Les grippers (de l'anglais to grip qui signifie prendre prise) ou musclets sont des objets utilisés pour développer la poigne et se muscler les mains et les avant-bras.
Certains grips permettent de régler la force de serrage du ressort.

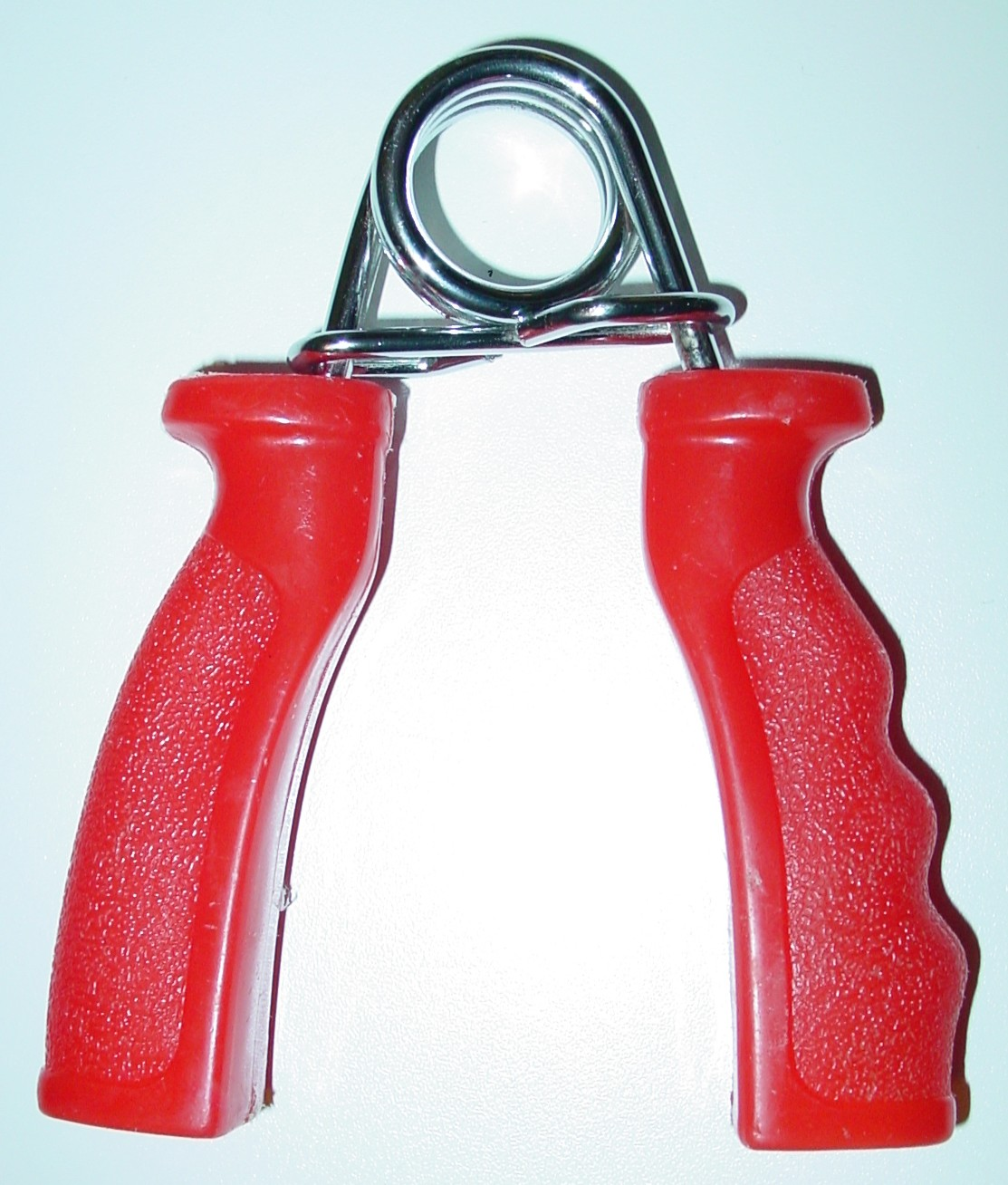
Un gripper standard
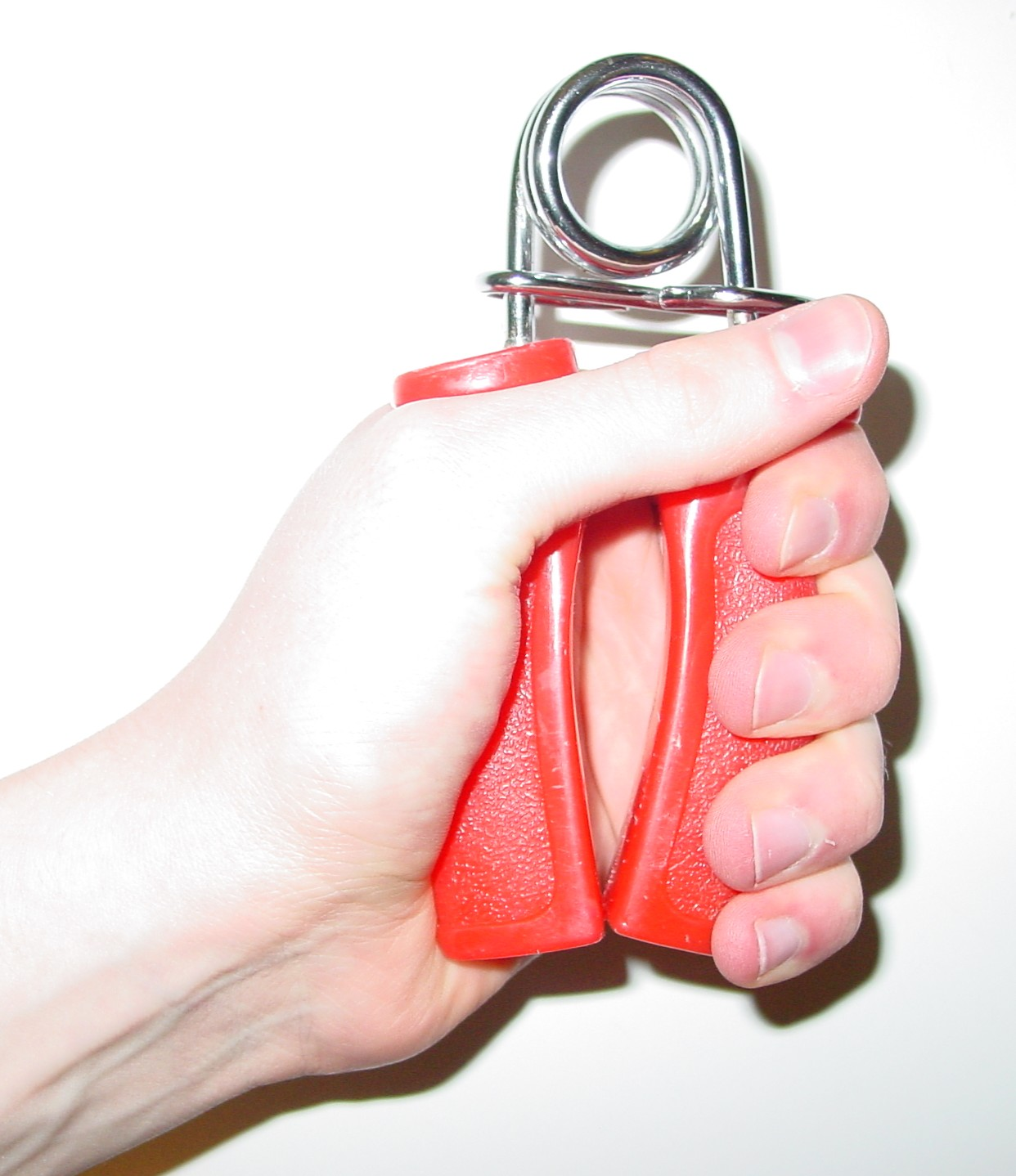
Utilisation d'un gripper
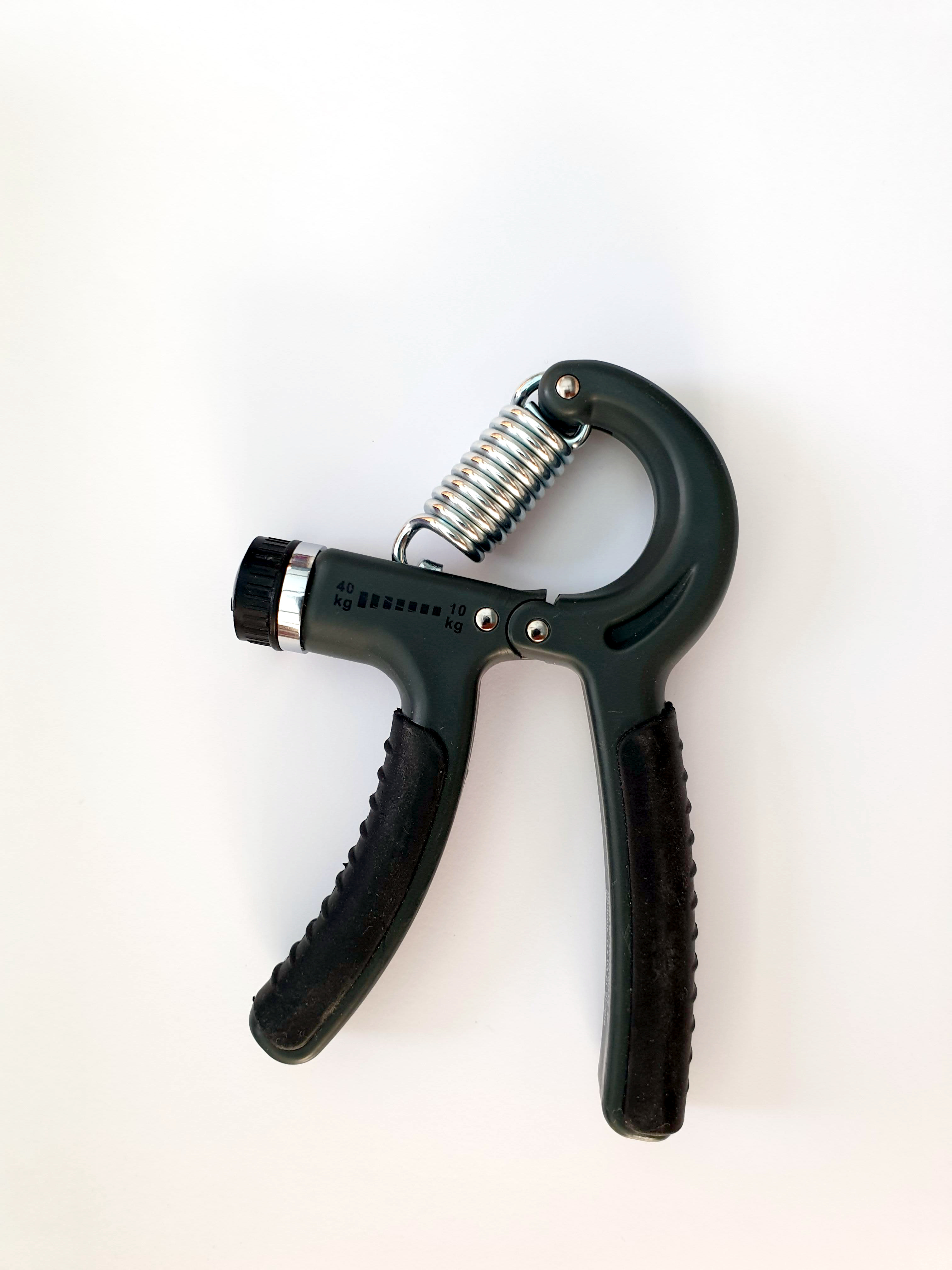
Grip avec intensité réglable.